# Abatus shackletoni
Abatus shackletoni is een zee-egel uit de familie Schizasteridae.
De wetenschappelijke naam van de soort werd voor het eerst geldig gepubliceerd in 1911 door René Koehler.